# Drakvinter
Drakvinter är den tredje boken i fantasyserien Draklanskrönikan. Författare är Margaret Weis och Tracy Hickman.